# …It Just Is
...It Just Is (podtytuł: In Memoriam: Jhonn Balance) – podwójny tribute album poświęcony pamięci Johna Balance'a. Na płycie znajduje się utwór będący debiutem projektu Petera Christophersona The Threshold HouseBoys Choir.
Większość utworów to covery, remiksy lub nawiązania do twórczości Coila. Grafika na okładce to obraz Hieronima Boscha.

## Spis utworów

### CD I
1. Threshold HouseBoys Choir: "Mahil Athal Nadrach" - 5:56
2. Thighpaulsandra: "Christ's Teeth" - 5:04
3. Theodor Bastard: "Love's Secret Domain" - 5:55
4. Kotra: "Volt Of A Worm" - 3:13
5. Spies Boys: "Nasa-Arab" - 3:49
6. Alec Empire: "Tribute To Coil (Short Version)" - 7:40
7. 2/5 BZ: "I Am A Green Child" - 3:22
8. Chris Connelly: "Whats Left But Solid Gold?" - 4:12
9. Biblioteka Prospero: "Heartworms" - 5:57
10. Phillip B. Klingler: "It Just Is" - 4:51
11. K.K. Null: "Scatorvator" - 3:07
12. EU: "Absolute Elsewhere" - 4:31
13. Darling Kandie: "Paingame" - 4:56
14. Pomassl: "Oil Philmm" - 4:58
15. Alexei Borisov: "Truth" - 5:19

### CD II
1. CoH: "No Balance" - 1:08
2. Alva Noto: "Odradek" - 9:36
3. Schlammpeitziger: "Konliktfickfahig (Live)" - 3:34
4. Goodiny & PCP: "Black Sunraiz" - 7:37
5. Scanner: "To Meet The Moon" - 4:32
6. Brompton's Cocktail: "Soma Gestalt (Edit)" - 5:26
7. Mystified: "Scratches And Dust (Night Echo Version)" - 4:15
8. h.h.t.p.: "Eclipse" - 3:33
9. Noises Of Russia: "Remote Viewer" - 5:35
10. Kryptogen Rundfunk: "Throughout Time" - 5:16
11. A.Vorodeyev: "Slur (Acoustic Plumbum V.)" - 2:36
12. Serge Tereshkine: "Teenage Lighting" - 6:16
13. Volga: "Anal Staircase" - 4:33
14. I.L.I.: "Green Water" - 4:51
15. M.R.F./Elena Voynarovskaya: "Immortality (Live)" - 7:37
16. Theodor Bastard: "Love's Secret Domain (Instrumental)" - 3:26